# Feldkirchen (Straubing-Bogen járás)
Feldkirchen település Németországban, azon belül Bajorországban. Lakosainak száma 2027 fő (2023. december 31.). Feldkirchen Salching és Leiblfing községekkel határos.

## Népesség
A település népessége az elmúlt években az alábbi módon változott:
| Lakosok száma | 1821 | 655  | 1831 | 1845 | 1948 | 1981 | 2007 | 1993 | 2044 | 2027 |
|               | 1970 | 1975 | 2011 | 2012 | 2014 | 2015 | 2017 | 2019 | 2022 | 2023 |